# GSV Maichingen
Der Gesang- und Sportverein Maichingen ist ein Sport- und Kulturverein aus dem Sindelfinger Stadtteil Maichingen. Er hat zurzeit rund 2.500 Mitglieder.
Der GSV Maichingen entstand 1945 als Zusammenschluss des 1870 gegründeten Maichinger Liederkranzes und des 1904 geschaffenen Turnverein Maichingen. Er bietet ein breites Spektrum an Sportarten an. Neben Fußball hat der Verein Abteilungen für Tischtennis, Volleyball, Leichtathletik, Schwimmen und Skifahren. Seit den 1970er Jahren gibt es neben dem Chor zudem eine Theaterabteilung im Verein.

## Geschichte
Im Jahre 1870 wurde der Liederkranz mit 30 aktiven Sängern (im ersten Gründungsjahr) gegründet.
Im Jahre 1874 fand die Fahnenweihe der 1. Fahne des Liederkranzes statt.
1877 kam es zur ersten Teilnahme am Schwäbischen Sängerfest in Bad Cannstatt. In den folgenden Jahren rege Teilnahme an Preis- und Wertungssingen.
1904 wurde der Turnverein gegründet. Die Gemeinde Maichingen stellt auf dem Schießberg einen Turnplatz zur Verfügung.
1909 wurde eine Sängerabteilung im Turnverein gegründet.
1912 fand die Fahnenweihe der neuen Fahne des Liederkranzes statt. Diese Fahne hat bis heute Bestand.
1914 Fahnenweihe des Turnvereins und des Verbandsturnfestes.
Im Jahre 1920 wurde der Fußballverein gegründet und dafür auf dem Schießberg ein Fußballplatz angelegt.
Im Jahre 1924 fand das Gauturnfest in Maichingen statt.
Im Jahre 1930 wurde das 60-jährige Bestehen des Liederkranzes gefeiert. Es kam zu einem Auftritt im Süddeutschen Rundfunk mit Liedern schwäbischer Komponisten.
Der Gesang- und Sportverein Maichingen e. V. wurde 1945 gegründet. Er entstand durch den Zusammenschluss des im Jahre 1870 gegründeten Liederkranzes und des 1904 gegründeten Turnvereins. Der GSV Maichingen ist somit einer der wenigen Vereine, die Kultur und Sport miteinander verbinden.
Seit dem Jahre 1920 wird das Fußballspielen vereinsmäßig betrieben, Anfangs noch unter dem Dach des Turnvereins. Die Gründung der Tischtennis-Abteilung erfolgte im Jahre 1968. Eine Volleyball-Abteilung wurde 1970 ins Leben gerufen. Die Abteilung Leichtathletik wurde offiziell 1973 gegründet. 1976, mit der Fertigstellung des Gartenhallenbads, wurde eine Schwimmabteilung ins Leben gerufen. Die Abteilung Ski und Wandern gibt es seit dem Jahr 1984. Die Abteilung Modern-Jazz-Dance wurde im Dezember 1989 gegründet. Theater gespielt wurde im GSV schon seit Gründung des Liederkranzes und Turnvereins. Der Benjamin unter den Abteilungen ist die Karate-Abteilung. Sie gibt es seit Dezember 2005. Auch Faustball wurde im GSV gespielt – diese Abteilung ist jedoch dem Zeitgeist zum Opfer gefallen.
Im Jahr 2020 beging der GSV ein 3-faches Jubiläum: 150 Jahre Chöre, 100 Jahre Fußball und 75 Jahre Gesamtverein.

## Fußball
| Saison  | Liga                           | Ligenhöhe | Platzierung | Bemerkung                                                                      |
| ------- | ------------------------------ | --------- | ----------- | ------------------------------------------------------------------------------ |
| 1946/47 | Kreisliga A Böblingen          | 5. Liga   | 5.          |                                                                                |
| 1947/48 | Kreisliga A Böblingen          | 5. Liga   | 6.          |                                                                                |
| 1948/49 | Kreisliga A Böblingen          | 5. Liga   | 11.         | Abstieg                                                                        |
| 1949/50 | Kreisliga B Böblingen          | 6. Liga   | 2.          |                                                                                |
| 1950/51 | Kreisliga B Böblingen          | 6. Liga   | 1.          | Aufstieg                                                                       |
| 1951/52 | Kreisliga A Böblingen          | 5. Liga   | 4.          | Rückzug aus der Kreisliga A                                                    |
| 1952/53 | Kreisliga B Böblingen          | 6. Liga   | 1.          | Aufstieg                                                                       |
| 1953/54 | Kreisliga A Böblingen          | 5. Liga   | 13.         |                                                                                |
| 1954/55 | Kreisliga A Böblingen          | 5. Liga   | 5.          |                                                                                |
| 1955/56 | Kreisliga A Böblingen          | 5. Liga   | 7.          |                                                                                |
| 1956/57 | Kreisliga A Böblingen          | 5. Liga   | 2.          |                                                                                |
| 1957/58 | Kreisliga A Böblingen          | 5. Liga   | 4.          |                                                                                |
| 1958/59 | Kreisliga A Böblingen          | 5. Liga   | 2.          | Bezirkspokalsieger                                                             |
| 1959/60 | Kreisliga A Böblingen          | 5. Liga   | 2.          |                                                                                |
| 1960/61 | Kreisliga A Böblingen          | 5. Liga   | 2.          |                                                                                |
| 1961/62 | Kreisliga A Böblingen          | 5. Liga   | 1.          | Aufstieg                                                                       |
| 1962/63 | 2. Amateurliga Nordwürttemberg | 4. Liga   | 7.          |                                                                                |
| 1963/64 | 2. Amateurliga Nordwürttemberg | 4. Liga   | 13.         |                                                                                |
| 1964/65 | 2. Amateurliga Nordwürttemberg | 4. Liga   | 8.          |                                                                                |
| 1965/66 | 2. Amateurliga Nordwürttemberg | 4. Liga   | 14.         | Abstieg                                                                        |
| 1966/67 | Kreisliga A Böblingen          | 5. Liga   | 1.          | Aufstieg                                                                       |
| 1967/68 | 2. Amateurliga Nordwürttemberg | 4. Liga   | 11.         |                                                                                |
| 1968/69 | 2. Amateurliga Nordwürttemberg | 4. Liga   | 12.         |                                                                                |
| 1969/70 | 2. Amateurliga Nordwürttemberg | 4. Liga   | 10.         |                                                                                |
| 1970/71 | 2. Amateurliga Nordwürttemberg | 4. Liga   | 13.         |                                                                                |
| 1971/72 | 2. Amateurliga Nordwürttemberg | 4. Liga   | 10.         |                                                                                |
| 1972/73 | 2. Amateurliga Nordwürttemberg | 4. Liga   | 11.         |                                                                                |
| 1973/74 | 2. Amateurliga Nordwürttemberg | 4. Liga   | 8.          |                                                                                |
| 1974/75 | 2. Amateurliga Nordwürttemberg | 4. Liga   | 4.          |                                                                                |
| 1975/76 | 2. Amateurliga Nordwürttemberg | 4. Liga   | 6.          |                                                                                |
| 1976/77 | 2. Amateurliga Nordwürttemberg | 4. Liga   | 6.          |                                                                                |
| 1977/78 | 2. Amateurliga Nordwürttemberg | 4. Liga   | 2.          |                                                                                |
| 1978/79 | Landesliga Württemberg         | 5. Liga   | 5.          | Strukturreform der Spielklassen, Einführung der Oberliga als 3. Liga           |
| 1979/80 | Landesliga Württemberg         | 5. Liga   | 1.          | Aufstieg                                                                       |
| 1980/81 | Verbandsliga Württemberg       | 4. Liga   | 15.         | Abstieg                                                                        |
| 1981/82 | Landesliga Württemberg         | 5. Liga   | 14.         |                                                                                |
| 1982/83 | Landesliga Württemberg         | 5. Liga   | 6.          |                                                                                |
| 1983/84 | Landesliga Württemberg         | 5. Liga   | 6.          |                                                                                |
| 1984/85 | Landesliga Württemberg         | 5. Liga   | 2.          |                                                                                |
| 1985/86 | Landesliga Württemberg         | 5. Liga   | 3.          |                                                                                |
| 1986/87 | Landesliga Württemberg         | 5. Liga   | 4.          |                                                                                |
| 1987/88 | Landesliga Württemberg         | 5. Liga   | 4.          |                                                                                |
| 1988/89 | Landesliga Württemberg         | 5. Liga   | 3.          |                                                                                |
| 1989/90 | Landesliga Württemberg         | 5. Liga   | 1.          | Aufstieg                                                                       |
| 1990/91 | Verbandsliga Württemberg       | 4. Liga   | 5.          |                                                                                |
| 1991/92 | Verbandsliga Württemberg       | 4. Liga   | 11.         |                                                                                |
| 1992/93 | Verbandsliga Württemberg       | 4. Liga   | 1.          | Aufstieg, WFV-Pokal Achtelfinale                                               |
| 1993/94 | Oberliga Baden-Württemberg     | 3. Liga   | 7.          |                                                                                |

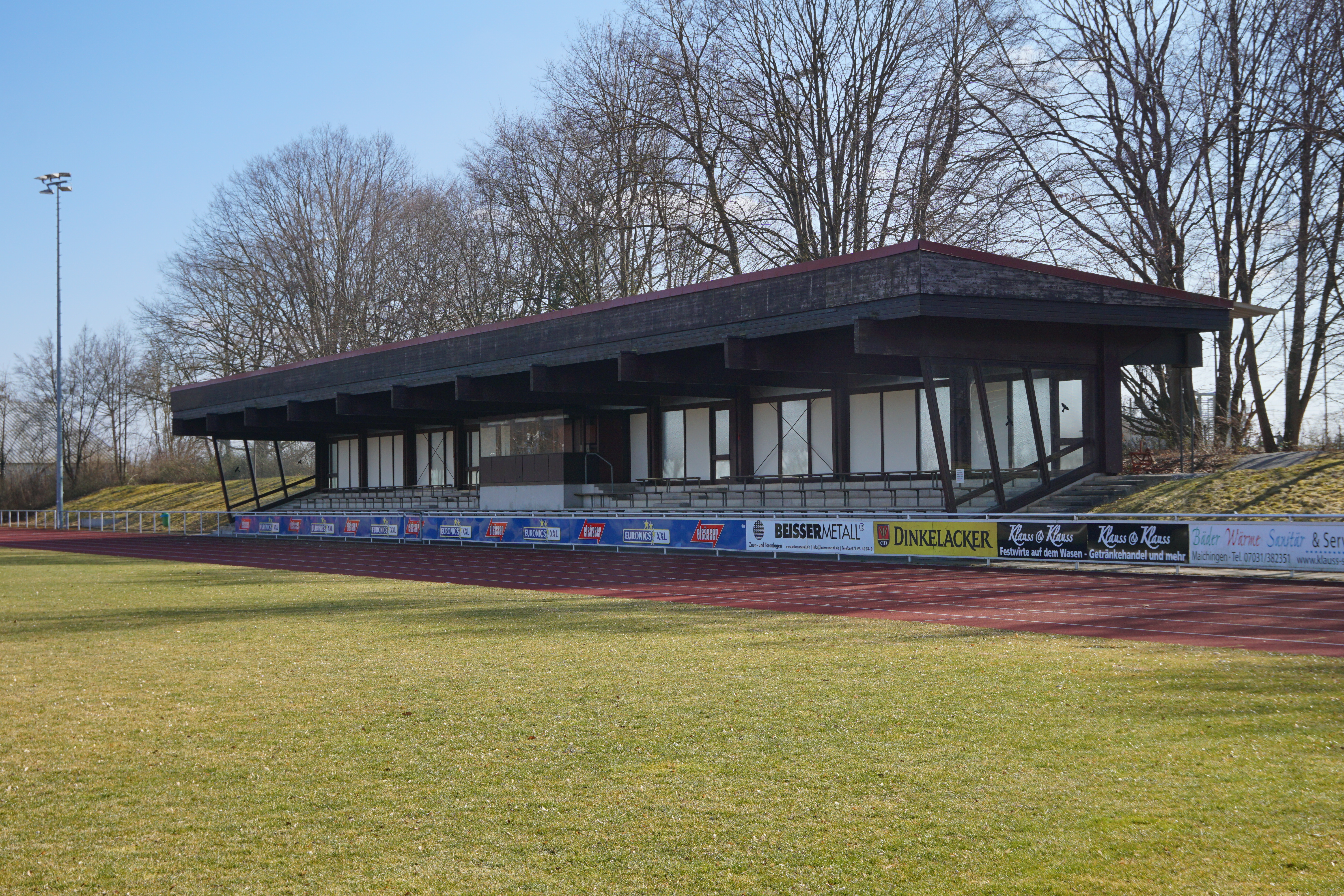
Haupttribüne Allmendstadion Maichingen

| 1994/95 | Oberliga Baden-Württemberg     | 4. Liga   | 5.          | freiwilliger Rückzug aus der Oberliga, Einführung der Regionalliga als 3. Liga |
| 1995/96 | Kreisliga A Böblingen          | 8. Liga   | 9.          |                                                                                |
| 1996/97 | Kreisliga A Böblingen          | 8. Liga   | 9.          |                                                                                |
| 1997/98 | Kreisliga A Böblingen          | 8. Liga   | 1.          | Aufstieg                                                                       |
| 1998/99 | Bezirksliga Böblingen          | 7. Liga   | 11.         |                                                                                |
| 1999/00 | Bezirksliga Böblingen          | 7. Liga   | 11.         |                                                                                |
| 2000/01 | Bezirksliga Böblingen          | 7. Liga   | 14.         | Abstieg                                                                        |
| 2001/02 | Kreisliga A Böblingen          | 8. Liga   | 2.          |                                                                                |
| 2002/03 | Kreisliga A Böblingen          | 8. Liga   | 1.          | Aufstieg                                                                       |
| 2003/04 | Bezirksliga Böblingen          | 7. Liga   | 8.          |                                                                                |
| 2004/05 | Bezirksliga Böblingen          | 7. Liga   | 1.          | Aufstieg                                                                       |
| 2005/06 | Landesliga Württemberg         | 6. Liga   | 10.         | WFV-Pokal Achtelfinale                                                         |
| 2006/07 | Landesliga Württemberg         | 6. Liga   | 16.         | Abstieg                                                                        |
| 2007/08 | Bezirksliga Böblingen          | 7. Liga   | 1.          | Aufstieg                                                                       |
| 2008/09 | Landesliga Württemberg         | 7. Liga   | 15.         | Abstieg, Einführung der 3. Liga                                                |
| 2009/10 | Bezirksliga Böblingen          | 8. Liga   | 2.          |                                                                                |
| 2010/11 | Bezirksliga Böblingen          | 8. Liga   | 3.          |                                                                                |
| 2011/12 | Bezirksliga Böblingen          | 8. Liga   | 5.          |                                                                                |
| 2012/13 | Bezirksliga Böblingen          | 8. Liga   | 12.         |                                                                                |
| 2013/14 | Bezirksliga Böblingen          | 8. Liga   | 7.          |                                                                                |
| 2014/15 | Bezirksliga Böblingen          | 8. Liga   | 1.          | Aufstieg                                                                       |
| 2015/16 | Landesliga Württemberg         | 7. Liga   | 4.          |                                                                                |
| 2016/17 | Landesliga Württemberg         | 7. Liga   | 11.         |                                                                                |
| 2017/18 | Landesliga Württemberg         | 7. Liga   | 12.         | Abstieg                                                                        |
| 2018/19 | Bezirksliga Böblingen          | 8. Liga   | 6.          |                                                                                |
| 2019/20 | Bezirksliga Böblingen          | 8. Liga   | 1.          | Aufstieg, Finale Bezirkspokal BB/CW                                            |
| 2020/21 | Landesliga Württemberg         | 7. Liga   | 15.         | Saison aufgrund COVID-19 abgebrochen                                           |
| 2021/22 | Landesliga Württemberg         | 7. Liga   | 8.          |                                                                                |
| 2022/23 | Landesliga Württemberg         | 7. Liga   | 1.          | Aufstieg                                                                       |
| 2023/24 | Verbandsliga Württemberg       | 6. Liga   | 14.         | Abstieg                                                                        |
| 2024/25 | Landesliga Württemberg         | 7. Liga   | 8.          |                                                                                |

Die Fußballabteilung des GSV Maichingen startete ihren Spielbetrieb in der Kreisliga. 1962 konnte man sich erstmals für die 2. Amateurliga qualifizieren. Dort spielte man vier Jahre, ehe man absteigen musste. Nachdem man 1967 den sofortigen Wiederaufstieg geschafft hatte, gelang 1978 die Qualifikation für die Landesliga, die man 1980 als Meister beendete. Nach nur einem Jahr in der Verbandsliga Württemberg musste man wieder absteigen, 1990 gelang jedoch die Rückkehr in die damals vierthöchste Spielklasse. 1993 wurde man hier Meister und spielte in der Oberliga Baden-Württemberg, damals noch die dritthöchste Spielklasse Deutschlands.
Nach zwei Jahren zog man sich vom Oberliga-Spielbetrieb zurück und begann ab der Saison 1995/96 wieder in der Kreisliga. Nach dem Neueinstieg pendelte die 1. Mannschaft anfangs zwischen der Kreisliga A und der Bezirksliga, ab der Saison 2005/2006 zwischen der Bezirksliga und der Landesliga. Nach der erneuten Bezirksliga-Meisterschaft 2020 und drei weiteren Jahren in der Landesliga sicherte sich der GSV Maichingen am viertletzten Spieltag der Saison 2022/23 die vorzeitige Meisterschaft und damit den größte Erfolg seit 1995: den Aufstieg in die Verbandsliga Württemberg. Nach nur einem Jahr in der höchsten württembergischen Liga musste man sich jedoch wieder in die Landesliga verabschieden.

## Bekannte Persönlichkeiten
- Kurt Kremm (* 1963) – 1993/94, vorher u. a. FC Bayern München, nach dem GSV bei den Stuttgarter Kickers
- Sebastian Hofmann (* 1983), vorher u. a. Karlsruher SC (Jugend), TSG 1899 Hoffenheim, VfB Stuttgart II, FC Ingolstadt und SSV Jahn Regensburg
- Tobias Reichel (* 1985), Schiedsrichter in der Bundesliga
- Michael Klauß (* 1987) – Jugend, später u. a. 3. Liga mit VfB Stuttgart II und SSV Jahn Regensburg sowie 2. Bundesliga mit dem VfR Aalen, erneut ab der Saison 2022/23
- Timo Hammel (* 1987) – vorher u. a. VfB Stuttgart II, FC St. Gallen und SSV Reutlingen
- Dirk Prediger (* 1987) – vorher u. a. VfB Stuttgart (Jugend), FC St. Pauli und Stuttgarter Kickers
- Manuel Fischer (* 1989) – vorher u. a. VfB Stuttgart (3× Bundesliga und ein Champions-League-Spiel) und Spieler in der 3. Liga und Regionalliga bei diversen Vereinen
- Lukas Kiefer (* 1993) – Jugend, später 3. Liga und Regionalliga Südwest beim VfB Stuttgart II, 1. FC Saarbrücken, SV Waldhof Mannheim, SSV Ulm und den Stuttgarter Kickers
- Timo Baumgartl (* 1996) – Jugend, später 1. Bundesliga beim VfB Stuttgart, Union Berlin, 2. Bundesliga bei Schalke 04 und Eredivisie beim PSV Eindhoven sowie Kapitän der Deutschen U21-Nationalmannschaft